# اسماعیل‌آباد (داراب)
اسماعیل‌آباد، روستایی در دهستان پاسخن بخش فسارود شهرستان داراب در استان فارس ایران است.

## جمعیت
بر پایه سرشماری عمومی نفوس و مسکن در سال ۱۳۹۵، جمعیت این روستا برابر با ۶۶۴ نفر (۲۰۴ خانوار) بوده است.